# سكوت ماكنيلي
سكوت ماكنيلي (بالإنجليزية: Scott McNealy)‏ (ولد في 13 نوفمبر 1954) هو رجل أعمال أمريكي شارك في تأسيس شركة تقنية الحاسوب صن ميكروسيستمز في 1982 رفقة فينود خوسلا وبيل جوي وآندي بيكتولشيم.

## روابط خارجية
- سكوت ماكنيلي على موقع IMDb (الإنجليزية)
- سكوت ماكنيلي على موقع الموسوعة البريطانية (الإنجليزية)
- سكوت ماكنيلي على موقع مونزينجر (الألمانية)
- سكوت ماكنيلي على موقع إن إن دي بي (الإنجليزية)
- سكوت ماكنيلي على موقع قاعدة بيانات الفيلم (الإنجليزية)